# 郑贤斌
郑贤斌（1934年—2010年6月14日），安徽省庐江县人，中国人民解放军中将。 
1990年4月至1993年12月，任成都军区政治部主任。1993年，授予中国人民解放军中将。1993年12月至1997年11月，任成都军区副政治委员。 